# Чиантар
Чианта́р (Чиянтар; англ. Chiantar) — долинный древовидный ледник в Пакистане, крупнейший в Гиндукуше. Относится к бассейну Инда.
Длина ледника составляет 32 км, площадь — 260 км². Область питания располагается на северных склонах гор Хиндурадж на высотах до 6440 м. Высота фирновой линии составляет 4600—4700 м. Язык ледника оканчивается на высоте 3660 м. Сток идёт на запад по реке Яркхун, впадающей в  Кунар.